# Bauso
Bauso (Baùsu in siciliano) è stato un comune italiano.
Le prime notizie documentate risalgono al 1271 quando re Carlo d'Angiò assegnò a Pierre Gruyer il feudo Bàusus, precedentemente appartenuto a Enrico de Dissinto. In epoca aragonese il feudo Bauso insieme al vicino Calvaruso appartennero a varie famiglie nobili (Manna, Gioeni, Giovanni da Taranto) fino ad arrivare al 1399 al tesoriere del Regno Nicolò Castagna, alla morte del quale i feudi andarono in dote alla nipote Pina e per via femminile passarono prima ai Bonifacio e poi ai Ventimiglia, La Grua, Pollicino, Merulla e Spadafora. Nel 1548, la baronia di Bauso, fu acquistata da Giovanni Nicola Cottone. Nel 1590 Stefano Cottone vi fece ricostruire il castello, nel 1591, l'imperatore Filippo II elevò il feudo di Bauso a contea e nel 1623 Filippo IV di Spagna investì Giuseppe Cottone del titolo di principe di Castelnuovo (altro nome del contado di Bauso). Nel Settecento, l'Abate Vito Amico ci informa che il territorio di Bauso era coltivato a frutteti e a gelso. e che l'aria era malsana. Da altri documenti sappiamo che il paese, col suo fondaco situato nell'attuale Piazza Dante, all'epoca Piazza del Fondaco, attivo già nel sec. XVI, era punto di sosta lungo la strada Palermo-Messina. Nel 1819, la terra di Bauso e il castello con l'annesso titolo di principe di Castelnuovo, furono venduti da Carlo Cottone Cedronio a Domenico Marcello Pettini, ex giudice della Gran Corte Civile di Palermo, il quale l'acquisto per 9.000 onze. Bauso divenne comune autonomo nel 1825.
Nel 1929 fu soppresso in seguito alla fusione con i vicini comuni di Calvaruso e Saponara Villafranca, creando il nuovo comune di Villafranca Tirrena, del quale rimase capoluogo.